# 300082 Moyocoanno
300082 Moyocoanno è un asteroide della fascia principale. Scoperto nel 2006, presenta un'orbita caratterizzata da un semiasse maggiore pari a 3,1272458 au e da un'eccentricità di 0,0626408, inclinata di 9,82149° rispetto all'eclittica.
L'asteroide è dedicato alla fumettista giapponese Moyoco Anno.